# أناستازيا بارانوفا
أناستازيا بارانوفا (بالروسية: Анастасия Баранова)‏ هي عارضة وممثلة أمريكية، ولدت في 23 أبريل 1989 بموسكو في روسيا. بدأت مشوارها المهني سنة 2002.

## أعمال

### مسلسلات
- فيرونيكا مارس

## وصلات خارجية
- أناستازيا بارانوفا على موقع IMDb (الإنجليزية)
- أناستازيا بارانوفا على موقع ألو سيني (الفرنسية)
- أناستازيا بارانوفا على موقع قاعدة بيانات الفيلم (الإنجليزية)
- أناستازيا بارانوفا على موقع كينوبويسك (الروسية)